# Corto Maltese (périodique italien)
Pour les articles homonymes, voir Corto Maltese (homonymie).
Corto Maltese est un mensuel de bande dessinée et de reportages italien dont les 118 numéros ont été publiés d'octobre 1983 à juillet 1993 par Milano Libri. Son titre fait référence à l'aventurier de fiction Corto Maltese créé par l'auteur de bande dessinée Hugo Pratt.
Outre les séries de Pratt, Corto Maltese publie de nombreux auteurs italiens (Altan, Dino Battaglia, Guido Crepax, Cinzia Ghigliano, Vittorio Giardino, Milo Manara, Attilio Micheluzzi, Andrea Pazienza, Sergio Toppi, etc.), français (Enki Bilal, François Bourgeon, Mœbius, etc.) ou anglophones (Chester Gould, Dave McKean, Frank Miller, Alan Moore, etc.).